# Depósito de Autobuses Greyhound (Columbia)
Depósito de Autobuses Greyhound (en inglés, Greyhound Bus Depot) es una antigua estación de autobuses interurbanos de Greyhound Lines en Columbia, la capital del estado de Carolina del Sur (Estados Unidos). Está ubicado en 1200 Blanding Street en el centro de la ciudad. Fue incluido en el Registro Nacional de Lugares Históricos (NRHP) el 28 de diciembre de 1989. Después de que se cerró la terminal de autobuses, el edificio se convirtió en un banco. Actualmente, es un consultorio médico.

## Historia
El edificio fue construido en 1938 y 1939 para Atlantic Greyhound Lines. La estación de autobuses se cerró en 1987. En 1990, fue adquirida por Lexington National Bank. Utilizaron las taquillas como ventanillas. Después de que el banco se fue en 2000, el edificio quedó vacante. En 2005, el edificio fue adaptado para un cirujano plástico. Desde 2014, ha sido una Propiedad contribuidora en el distrito histórico comercial de Columbia,  que se incluyó en el NRHP el 20 de octubre de 2014.

## Arquitectura
El depósito es una estación tipo isla diseñada por George D. Brown en el estilo art moderne o Streamline Moderne, que surgió del trabajo de diseño industrial de Norman Bel Geddes, Henry Dreyfuss y Raymond Loewy. Estos diseños enfatizaron una forma aerodinámica con mínima ornamentación.
El edificio tiene una base de hormigón armado y un marco de acero estructural. Las elevaciones este, oeste y norte tienen tres bandas horizontales y esquinas redondeadas. La banda inferior es de estuco azul. La banda central es un bloque de vidrio. La banda superior es de paneles Vitrolite azul y marfil. El alzado norte de la calle Blanding tiene cuatro columnas de Vitrolite de marfil que se extienden a través del dosel sobre las cinco puertas de entrada.
El letrero vertical sobre la entrada fue construido de aluminio con molduras de acero inoxidable. El letrero estaba rematado con el icónico logotipo de "galgo corriendo" de la compañía de autobuses. Las letras de las palabras "Greyhound Bus Depot" y el galgo corriendo se delinearon con tubos de neón.
El interior original tenía pisos de terrazo, paredes de yeso y boiseries. La sala de espera tenía una claraboya para iluminación natural adicional.
En su uso actual como consultorio de un cirujano plástico, el exterior sigue siendo el mismo con la excepción del letrero, que ya no tiene el nombre ni el logotipo de Greyhound. El interior se rehízo con una sala de espera para pacientes, una sala de consulta, una sala de cirugía, salas de recuperación y oficinas.